# Daniel Vivian
Daniel Vivian Moreno, född 5 juli 1999 i Vitoria-Gasteiz, är en spansk fotbollsspelare som spelar i Athletic Bilbao och representerar det spanska landslaget.

## Karriär
Vivian representerade som junior bland annat Santutxu. Det första laget som spelade för som senior var Basconia innan han flyttade till Athletic Bilbao 2017. Han gjorde sin debut i det spanska A-landslaget 2024, och medverkade i europamästerskapet i fotboll 2024.